# ثروة دونالد ترامب
القيمة الصافية لثروة دونالد ترمب، الرئيس الخامس والأربعون للولايات المتحدة، غير معروفة على الملأ. حاولت العديد من المؤسسات الإخبارية تقدير ثروات ترمب، بما في ذلك مجلة فوربس، والتي قدرت بحوالي 3.1 مليار دولار اعتبارًا من 5 مارس 2019  وبلومبرج، اللذين عرضا تقديرًا بقيمة 2.8 مليار دولار في عام 2018. على مر السنين، كانت تصريحات ترمب العلنية عن ثروته أعلى من التقديرات المعاصرة لها من قبل المؤسسات الإخبارية.
قد يصبح التقدير الأقرب لثروة ترمب ممكنًا إذا أصدر سجلات ضريبية، كما أمر بذلك قاضٍ من محكمة المقاطعة الأمريكية في 20 مايو 2019.

## الهدايا والقروض والثروات الأخرى من والده
الكثير من ثروات دونالد ترمب تتدفق من والده فريد ترمب، وهو مطور عقاري. خلال حياته، تلقى الأصغر ترمب 413 دولار. وكتبت التايمز : «أخبرنا أن التايمز وثقت 295 تدفقات متميزة من العائدات أنشأها فريد ترمب على مدى خمسة عقود لتوجيه الثروة لابنه».

## الصناديق الاستئمانية
ترمب هو المستفيد من العديد من الصناديق الاستئمانية التي أنشأها والده وجدته الأب ابتداء من عام 1949 عندما كان عمره ثلاث سنوات. هو «كان مليونيرا بعمر 8 سنوات»  ذكرت صحيفة التايمز .
في عام 1976، أنشأ فريد صناديق استئمانية بقيمة مليون دولار (5 مليون دولار في 2020) لكل من أولاده الخمسة وأحفاده الثلاثة. تلقى دونالد ترمب مدفوعات سنوية من صندوقه الاستئماني: على سبيل المثال، 90000 دولار في عام 1980 و 214605 دولار في عام 1981.

## مخططات الاحتيال الضريبي المزعومة
وصفت التايمز أيضًا عددًا من مخططات الضرائب المزعومة، على سبيل المثال عندما باع فريد ترمب الأسهم في ترمب بالاس كوندوز لابنه دون سعر الشراء، وبالتالي إخفاء ما يمكن اعتباره تبرعًا خفيًا، والاستفادة من شطب الضرائب. وقال محام لترمب «مزاعم الاحتيال والتهرب الضريبي هي 100 ٪ كاذبة، وتشهيرية للغاية». وقال متحدث باسم مصلحة الضرائب لولاية نيويورك إن الوكالة «تتابع بنشاط جميع مجالات التحقيق المناسبة». أشار مسؤولو مدينة نيويورك أيضًا إلى أنهم يدرسون مسألة الاحتيال المزعوم لترمب.

## الميراث
في عام 1993، عندما أخذ ترمب قرضين بلغ مجموعهما 30 مليون دولار من إخوته، بلغت حصتهم المتوقعة من عقارات فريد 35 مليون دولار لكل منهما. عند وفاة فريد ترمب في عام 1999، قسمت وصيته على 20 مليون دولار بعد الضرائب بين أولاده الباقين على قيد الحياة.

## قروض معترف بها من والده
على الرغم من ثروته الهائلة من الطفولة، فقد سعى ترمب إلى تلميع سمعة فطنة العمل من خلال تقليل مبلغ الأموال التي حصل عليها من والده. وقد اعترف باقتراض مليون دولار فقط من والده وهو شاب بالغ، في ترسيم اليمين الدستورية وبشكل متكرر في الحملة الانتخابية. (وقد أطلق عليها «مبلغ صغير جدًا» و «قرض صغير بقيمة مليون دولار»  سددها باهتمام: «لم يكن الأمر سهلاً بالنسبة لي».

## القيمة الصافية

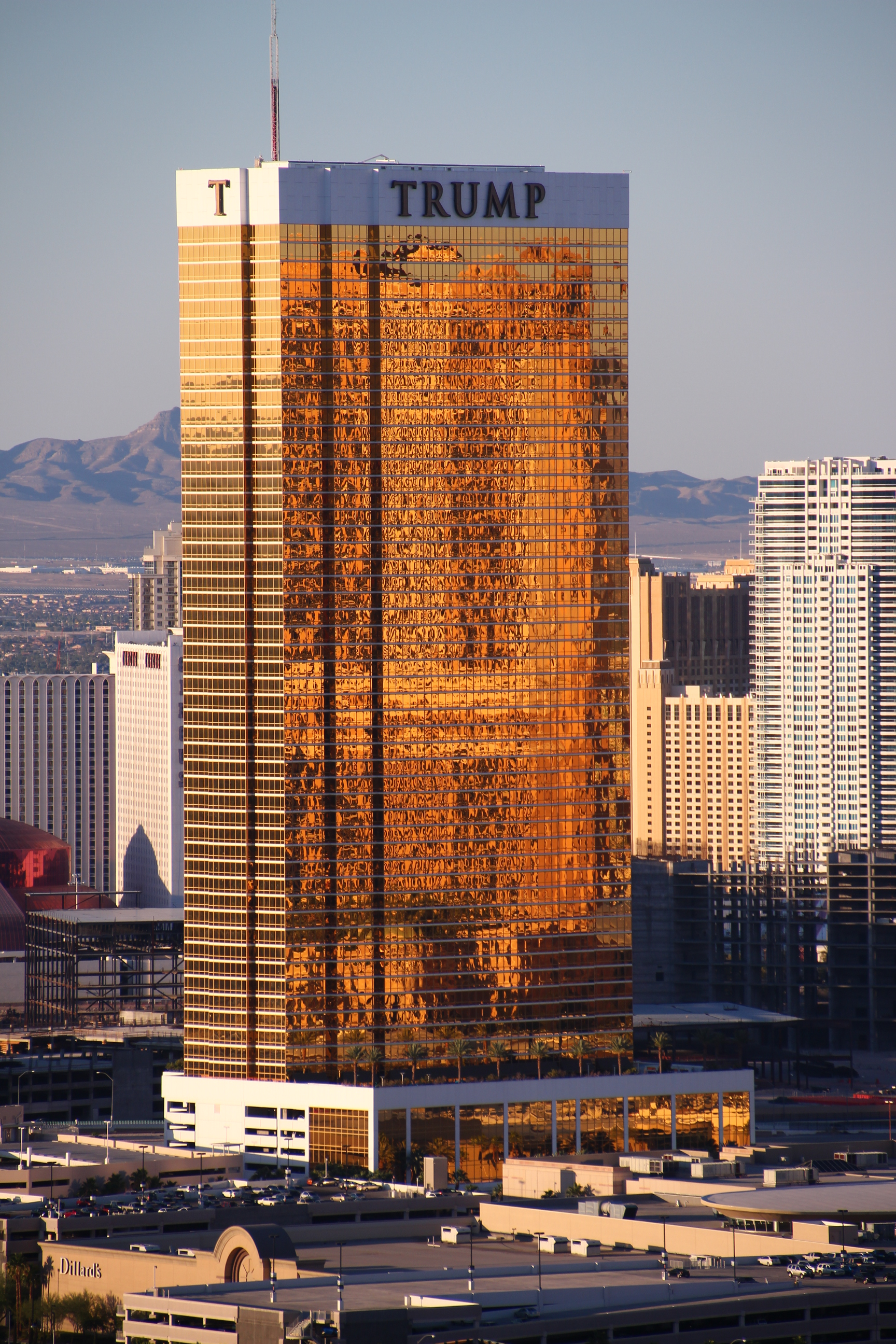
ترمب انترناشيونال أوتيل لاس فيغاس

أدرج ترمب في قائمة فوربس الأولية للأفراد الأثرياء في عام 1982 كحصة من عائلته 200 مليون دولار قيمة صافية. قال مراسل فوربس السابق جوناثان غرينبرغ في عام 2018 إنه خلال الثمانينيات من القرن الماضي خدعه ترمب بشأن ثروته الحقيقية وحصته في أصول الأسرة من أجل الظهور في القائمة. وفقًا لجرينبرج، «لقد استغرق الأمر عقودًا من الزمن لتهدئة المهزلة المعقدة التي سنّها ترمب لعرض صورة كواحد من أغنى الناس في أمريكا. كانت كل التأكيدات المؤيدة لتلك المطالبة غير صحيحة. لم يكن ترمب أكثر فقراً مما قاله. بمرور الوقت، تعلمت أنه لا ينبغي أن يكون على قائمة فوربس 400 الأولى على الإطلاق. في قائمتنا الأولى على الإطلاق، في عام 1982، قمنا بإدراجه بمبلغ 100 مليون دولار، لكن ترمب كان في الواقع يساوي حوالي 5 ملايين دولار - وهو مبلغ ضئيل وفقًا لمعايير أقرانه من ذوي الميول الفائقة - حيث أظهرت مجموعة من التقارير الحكومية والكتب الكثير فقط لاحقًا.» 
بعد عدة سنوات على قائمة فوربس، تسببت الخسائر المالية في الثمانينيات من 1990 إلى 1995 في إسقاطه، وبحسب ما ورد أجبرته على الاقتراض من ائتمانات إخوته وأخواته في عام 1993 ؛  في عام 2005، أشارت صحيفة نيويورك تايمز إلى «المليارات اللفظية» لترمب في مقال متشكك حول ثروة ترمب المبلغ عنها ذاتيا. في ذلك الوقت، قال ثلاثة أفراد لديهم معرفة مباشرة بأمور ترمب للمراسل تيموثي ل. أوبراين إن القيمة الصافية الفعلية لترمب تتراوح بين 150 و 250 مليون دولارًا على الرغم من أن ترمب طالب علنا بقيمة صافية تتراوح من 5 إلى 6 مليارات دولار. بدعوى التشهير، رفع ترمب دعوى قضائية ضد الصحفي (وناشر كتابه) مقابل 5 مليارات دولار، فقد القضية، وخسر مرة أخرى في الاستئناف؛ رفض ترمب تسليم إقراراته الضريبية غير المنقحة على الرغم من تأكيده أنهم أيدوا قضيته.
في أبريل 2011، وسط تكهنات حول ترشيح ترمب كمرشح في انتخابات الولايات المتحدة الرئاسية لعام 2012، نقل بوليتيكو عن مصادر لم تسمها مقربة منه القول إنه إذا قرر ترمب الترشح للرئاسة فإنه سيقدم «بيانات إفصاح مالي سيُظهر أن ثروته الصافية تزيد عن 7 مليارات دولار مع أكثر من 250 مليون دولار من النقد، والقليل جدا من الديون». على الرغم من أن ترمب لم يرشح نفسه في انتخابات عام 2012، إلا أنه تم نشر إفصاحه المالي «المُعد بشكل احترافي» لعام 2012 في كتابه، والذي طالب بمبلغ 7 مليارات دولار.
في 16 يونيو 2015، قبل الإعلان عن ترشيحه لمنصب رئيس الولايات المتحدة، أصدر ترمب بيانًا ماليًا من صفحة واحدة «من شركة محاسبة كبيرة - أحد أكثر الشركات احتراماً»  يفيد بقيمة صافية قدرها 8,737,540,000 دولار.، قال ترمب «أنا غني حقًا». يعتقد فوربس ادعائه من 9 مليارات دولار كان «هائل»، حيث كان في الواقع 4.1 مليار دولار. في يونيو 2015، نشرت بيزنس إنسايدر البيان المالي لشركة ترمب في يونيو 2014، مع الإشارة إلى أن 3.3 مليار دولار من هذا المجموع ممثلة بـ «صفقات ترخيص العقارات والعلامات التجارية والتطورات ذات العلامات التجارية»، والتي وصفها بيزنس إنسايدر بأنها «تتضمن [بشكل أساسي] أن ترمب يقدر شخصيته بمبلغ 3.3 مليار دولار». خفضت شركة فوربس تقديرها لصافي ترمب بقيمة 125 مليون دولار عقب تصريحات ترمب المثيرة للجدل لعام 2015 حول المهاجرين المكسيكيين غير الشرعيين، والتي أنهت عقود عمل ترمب مع إن بي سي العالمية ويونيفزيون ومايسيز وسيرتا (شركة) وPVH (شركة) و Perfumania.
في عام 2016، قدرت فوربس القيمة الصافية لترمب بنحو 3.7 مليار دولار، وبلومبرج 3 مليار دولار. خلال السنوات الثلاث التي تلت إعلان ترمب عن رئاسته الرئاسية في عام 2015، قدر فوربس صافي ثروته بنسبة 31 ٪ وتراجع ترتيبه 138 موقعًا. يرجع التباين في تقديرات المنظمات المختلفة جزئيًا إلى عدم اليقين في قيم الممتلكات المقدرة، بالإضافة إلى تقييم ترمب الخاص لقيمة علامته التجارية الشخصية.
في تصنيف المليارديرات لعام 2018، قدرت فوربس القيمة الصافية لترمب بـ 3.1 مليار دولار (766 في العالم، 248 في الولايات المتحدة). أدرج مؤشر بلومبرج المليارديرات القيمة الصافية لترمب على أنها 2.48 مليار دولار في 31 مايو 2018.
في تصنيف المليارديرات لعام 2019، قدرت فوربس القيمة الصافية لترمب بـ 3.1 مليار دولار (715 في العالم، 259 في الولايات المتحدة) اعتبارًا من 5 مارس 2019.

## الإيداعات FEC والديون
في يوليو 2015، أصدر منظمو الانتخابات الفيدرالية تفاصيل جديدة عن ثروات ترمب والمال المالية المبلغ عنها ذاتيا عندما أصبح مرشحًا جمهوريًا للرئاسة، وأبلغوا أن أصوله تزيد قيمتها عن 1.4 مليار دولار، بما في ذلك ما لا يقل عن 70 مليون دولار من الأسهم، وديون ما لا يقل عن 265 مليون دولار. وفقًا لـبلومبرغ، لأغراض ملفات FEC الخاصة بـ Trump's Trump «لم يُبلغ عن إيراداته إلا عن خصائصه في مجال الإيداع في حملته الانتخابية على الرغم من أن نموذج الإفصاح يطلب الدخل»، مشيرًا إلى الإيداعات المستقلة التي تُظهر أن جميع خصائصه الأوروبية الرئيسية في لعبة الغولف غير مربحة.

## أداء الاستثمار
خلص تحليل عام 2016 لمهنة ترمب في مجال الأعمال في مجلة The Economist إلى أن أدائه منذ عام 1985 كان «متواضعًا مقارنةً بسوق الأوراق المالية والعقارات في نيويورك». أشار تحليل لاحق في الواشنطن بوست بالمثل إلى أن ترمب يقدر ب 100 مليون دولار في 1978 كان سيزيد إلى 6 مليارات دولار بحلول عام 2016 إذا كان قد استثمرها في صندوق التقاعد النموذجي، وخلص إلى أن «ترمب هو مزيج من braggadocio، وفشل الأعمال، والنجاح الحقيقي.» 

## مذكرات الاستدعاء في المنزل وحكم المحكمة
في 10 أيار (مايو) 2019، استدعى ريتشارد نيل رئيس لجنة طرق البيت والوسائل وزارة الخزانة ومصلحة الضرائب لمدة ست سنوات من الإقرارات الضريبية لشركة ترمب. بعد سبعة أيام، رفض وزير الخزانة ستيف منوشين الامتثال لمذكرات الاستدعاء.
في 20 أيار (مايو) 2019، خسر الرئيس ترمب دعوى قضائية غير ذات صلة سعى فيها إلى منع شركته المحاسبية، Mazars USA، من الامتثال لاستدعاء من لجنة الرقابة في مجلس النواب لعدة سجلات مالية. الحاكم ضد ترمب صدر عن القاضي عميت مهتا من محكمة مقاطعة الولايات المتحدة لمقاطعة كولومبيا، الذي نفى أيضا الرئيس على البقاء في الحكم معلقة أي نداء المستقبل.

## قانون الضرائب في نيويورك
في مايو 2019، وافق كل من مجلسي الهيئة التشريعية لولاية نيويورك، ومقره نيويورك ومقر أعمال ترمب في نيويورك، على مشروع قانون يسمح لمفوض الضرائب بالولاية بالإفراج عن أي إقرار ضريبي للولاية يطلبه قادة طرق البيت ولجنة الوسائل أو لجنة المالية في مجلس الشيوخ أو اللجنة المشتركة للضرائب لأي «غرض تشريعي محدد وشرعي».

## الأعمال الخيرية
شكل ترمب مؤسسته الخيرية الخاصة في عام 1988. في العقد الأول من العقد الأول من القرن العشرين، تبرع بمبلغ 2.8 مليون دولار من خلال المؤسسة (رغم أنه تعهد بثلاثة أضعاف هذا المبلغ). توقف عن المساهمة الشخصية في المؤسسة في عام 2008، على الرغم من أنه قبل تبرعات الآخرين. في عام 2018، وافقت المؤسسة على الإغلاق. كانت تواجه دعوى مدنية من قبل المدعي العام في نيويورك والتي زعمت أنها «سلوك غير شرعي مستمر» بما في ذلك مساهمات حملات التمويل الذاتي والتوجيه. علاوة على ذلك، لم يتم التصديق عليها بشكل صحيح في نيويورك ولم تخضع للمراجعة السنوية التي كانت مطلوبة.
في عام 1997، زار ترمب PS 70، وهي مدرسة ابتدائية في ذا برونكس. احتاج فريق الشطرنج إلى المال للسفر إلى بطولة البطولة الوطنية. أرسل ترمب لهم 200 دولار.